# Bermatingen
Bermatingen là một xã thuộc huyện Bodensee, Baden-Württemberg, Đức.

## Lịch sử
Trước kia Bermatingen là hai đô thị tự trị: Bermatingen (với các làng Autenweiler và Wiggenweiler) và Ahause. Hai nơi này được nhập vào thành một xã vào ngày 1 tháng 1 năm 1973.

## Địa lí
Bermatingen nằm trên thung lũng ven sông Seefelder Aach, cách Markdorf 4 km về phía Tây. Phía bắc giáp Salem, phía đông giáp Deggenhausertal, phía nam giáp Markdorf và phía tây giáp Meersburg.

## Huy hiệu

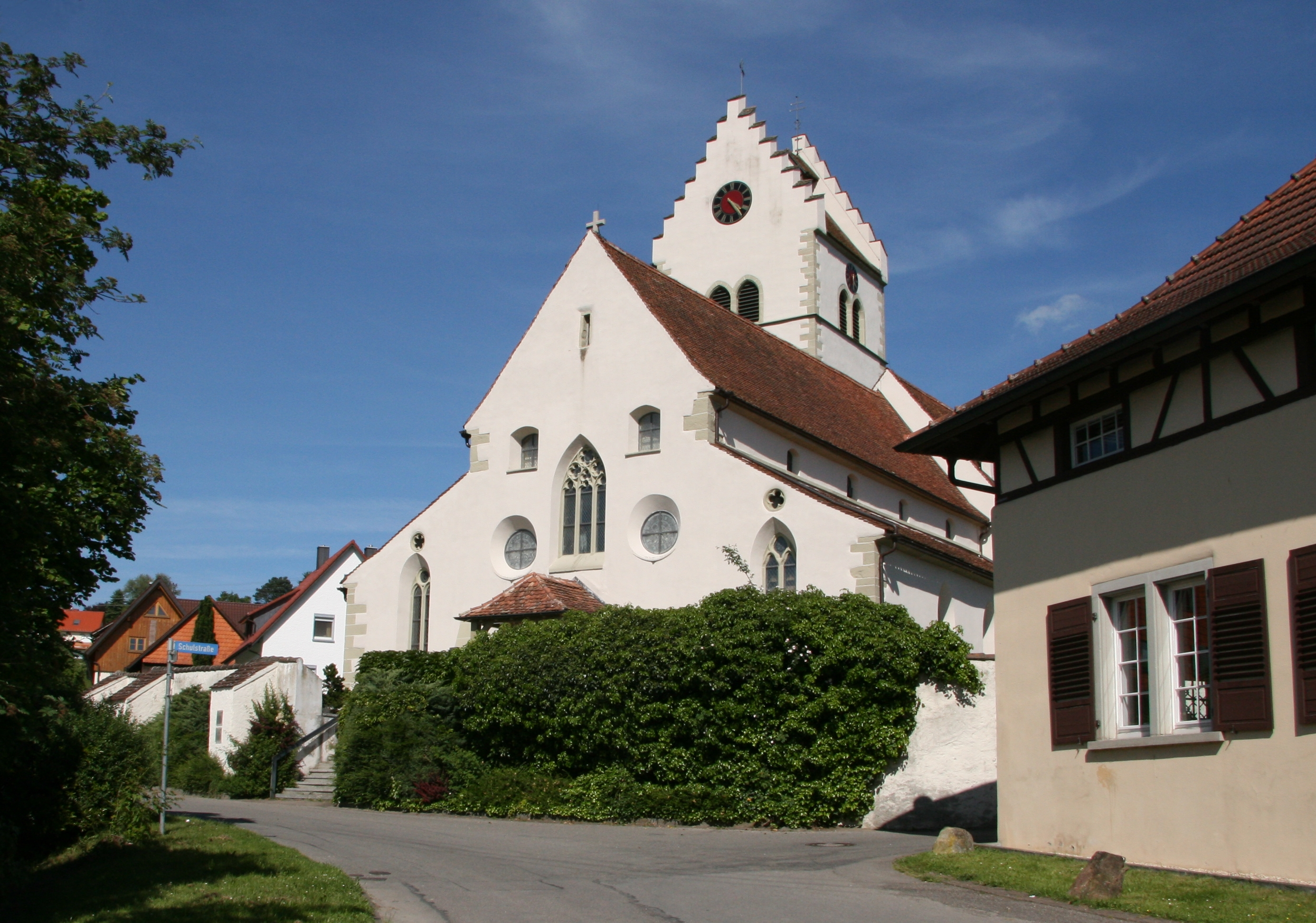
Nhà thờ Thánh George, Bermatingen

| Coat of arms | Bermatingen Việc sử dụng con gấu làm biểu tượng đầu tiên của thị trấn bắt nguồn từ một hợp đồng tư nhân giữa hai dân làng vào năm 1506. Người ta cho rằng con gấu (tiếng Đức: bär) là cách gọi của tiền tố Per, từ tên cổ của thị trấn ( Permodingas ).         |
| Coat of arms | Ahausen Huy hiệu được thông qua vào năm 1902. Các chỗ tô màu vàng và xanh có nguồn gốc từ huy hiệu của các Lãnh chúa của Ellerbach, được chứng minh là cư dân của thị trấn vào thế kỷ 15. Hình chiếc Vỏ có liên quan đến Nhà nguyện Thánh James trong thị trấn. |